# Port lotniczy Halifax
Port lotniczy Halifax (IATA: YHZ, ICAO: CYHZ) – międzynarodowy port lotniczy położony w Enfield, w pobliżu Halifax, w Nowej Szkocji, w Kanadzie.
Obsługuje Halifax i kontynentalną część Nowej Szkocji oraz przyległe obszary w sąsiedniej prowincji The Maritimes. Lotnisko jest nazwane na cześć Roberta Stanfielda, 17. Premiera Nowej Szkocji i lidera Progressive Conservative Party of Canada.
Lotniska, będące własnością Transport Canada, został zbudowany i jest eksploatowany od 2000 roku przez Halifax International Airport Authority (HIAA), stanowiące część Krajowego Systemu Lotnisk. Lotnisko jest siedzibą dla Chorus Aviation i CanJet.
Jest 7 najbardziej ruchliwym portem lotniczym w Kanadzie pod względem ruchu pasażerskiego. W 2010 roku lotnisko obsłużyło łącznie 3,5 mln pasażerów i 87 tys. operacji lotniczych.

## Linie lotnicze i połączenia
- Air Canada (Londyn-Heathrow, Montréal-Trudeau, Ottawa, St. John’s, Toronto-Pearson
Sezonowo: Bermuda, Cancún, Cayo Coco, Cozumel, Fort Lauderdale, Holguin, Montego Bay, Orlando, Providenciales, Puerto Plata, Punta Cana, Samaná, Tampa, Varadero)
- Air Canada Express obsługiwane przez Air Georgian (Charlottetown, Fredericton, Moncton, Saint John)
- Air Canada Express obsługiwane przez Air Canada Jazz (Boston, Charlottetown, Deer Lake, Gander, Goose Bay, Montréal-Trudeau, Ottawa, St. John’s, Sydney (NS))
- Air Saint-Pierre (Saint-Pierre)
- Air Transat (Cancún, Cayo Coco, Holguin, Londyn-Gatwick, Orlando, Puerto Plata, Punta Cana, Santa Clara, Varadero) [sezonowo]
- Canadian North (Iqaluit [sezonowo], Sydney (NS) [czarter])
- Condor Airlines (Frankfurt) [sezonowo]
- Cubana de Aviación (Santa Clara
Sezonowo: Hawana, Holguin)
- Delta Connection obsługiwane przez ExpressJet Airlines (Nowy Jork-LaGuardia
Sezonowo: Atlanta, Detroit)
- Europe Airpost (Glasgow-International, Paryż-Charles de Gaulle) [sezonowo, od 5 lipca 2014]
- Icelandair (Reykjavík-Keflavík) [sezonowo]
- Porter Airlines (Montréal-Trudeau, Ottawa, St. John’s, Toronto-Billy Bishop)
- Provincial Airlines (Charlo)
- Sunwing Airlines (Cancun, Freeport, Holguin, Punta Cana, Varadero, St. Petersburg/Clearwater, Montego Bay, Puerto Plata, Orlando) [sezonowo]
- United Express obsługiwane przez ExpressJet Airlines (Newark)
- United Express obsługiwane przez Shuttle America (Waszyngton-Dulles) [sezonowo]
- United Express obsługiwane przez SkyWest Airlines (Chicago-O'Hare)
- US Airways Express obsługiwane przez Air Wisconsin (Filadelfia, Waszyngton-National [sezonowo])
- US Airways Express obsługiwane przez Republic Airlines (Filadelfia)
- WestJet (Calgary, St. John’s, Toronto-Pearson
Sezonowo: Cancún, Edmonton, Fort Lauderdale, Hamilton, Montego Bay, Orlando, Ottawa, Punta Cana, Tampa)

### Czartery
- CanJet (Cancún, Orlando)

### Cargo
- ABX Air
- Air Canada Cargo
- Asiana Cargo
- Cargojet Airways
- DHL
- FedEx Express obsługiwane przez Morningstar Air Express
- Icelandair Cargo
- Purolator Courier obsługiwane przez Kelowna Flightcraft Air Charter
- SkyLink Express
- TNT Airways